# Cristo abrazado a la cruz (El Greco, Museo Thyssen)
Cristo abrazado a la cruz  o Cristo abrazando la cruz es el tema de tres lienzos del Greco, el principal de los cuales se exhibe en el Museo Thyssen-Bornemisza.  Estas tres obras conforman la tercera tipología de esta temática, según el catálogo razonado de obras de este pintor, realizado por Harold Wethey,

## Introducción
Según Wethey, esta tipología se diferencia del Tipo-I —Cristo abrazado a la cruz (Barcelona) y Cristo abrazado a la cruz (New York)— y del Tipo-II (Cristo abrazado a la cruz (museo del Prado) por los siguientes detalles:
- Jesús no mira hacia adelante, sino que gira la cabeza hacia su derecha.
- No vemos los dos brazos de la cruz, sino solamente una parte del brazo más largo, que continuaría fuera del cuadro.
- Jesús no lleva el manto azul, sino solamente una túnica rosa.[1]
- Según Pita Andrade, las gotas de sangre en el cuello de Cristo son más patéticas que en las versiones anteriores, e inusuales en las obras del Greco.[2]

## Tema de la obra
Esta imagen se puede interpretar como un descanso en el trayecto de Jesús por la Vía Dolorosa, camino del Calvario. Pero quizás la cruz simbolice aquí la tarea individual para superar las dificultades —especialmente espirituales— de la vida cotidiana, reflejando la cita del evangelio de Mateo 16:24: "Entonces dijo Jesús a sus discípulos: Si alguno quiere venir en pos de mí, niéguese a sí mismo, tome su cruz y sígame."  

## Versión del museo Thyssen-Bornemisza

### Datos técnicos y registrales
- Madrid, Museo Thyssen-Bornemisza, n º. Inventario: 169 (1930.28);
- Pintura al óleo sobre lienzo;
- Dimensiones: 66 x 53 cm, según Wethey  (66 × 52,5 cm, según el museo);
- Datación: 1595-1600, según Wethey (ca. 1587-1596, según el museo);[5]
- Firma con letras griegas en cursiva en la base de la cruz: δομήνικος θεοτοκóπουλος ε'ποíει;
- Catálogo Wethey: n.º. 59. Tiziana Frati le da la referencia 80-b.

### Descripción de la obra
Gudiol señala que el rostro de Cristo está  plasmado por medio de un escorzo dificilísimo pero magníficamente resuelto —sin distorsión formal— demostrado un perfecto dominio del dibujo. La cabeza de Cristo está inclinada hacia la izquierda del cuadro, con la mirada dirigida hacia el Cielo. Jesús lleva una túnica carmín, que destaca sobre un fondo neutro y oscuro. Su mano izquierda —de elegantes dedos y uñas nacaradas—aparece abrazando —más que sosteniendo— el madero vertical de la cruz, de la que solamente se ve la parte central.  

### Procedencia
- A.Imbert, Roma;
- G.Neumans, París;
- A.L. Nicholson, Londres;
- Castillo Rohocz;[6]

## Otras versiones del Tipo-III

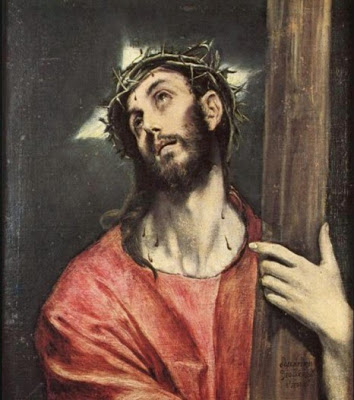
Versión de la Cintas Foundation

### Versión de la Cintas Foundation

#### Datos técnicos y registrales
- Con toda probabilidad, es la versión que Wethey citaba en el Museo Brooklyn, y que actualmente pertenece a la Fundación Cintas.[7]
- Pintura al óleo sobre lienzo;
- Dimensiones: 64,5 x 53,2 cm;
- Datación: ca. 1590-1595;
- Firmado con  letras griegas en cursiva en la cruz, debajo la mano: δομήνικος θεοτοκóπουλη (sic) ε'ποíει.[8]
- Catálogo Wethey: n.º. 59-A. Tiziana Frati le da la referencia 80-a.[9]

#### Comentario sobre la obra
Los exagerados detalles de luz del nimbo son seguramente debidos a una restauración. Por los demás, este lienzo es magnífico. El catálogo de Étienne Arago da una concisa descripción: «medio cuerpo, cabeza coronada de espinas y vuelta hacia la izquierda, los ojos levantados hacia el cielo». La procedencia del cuadro fue estudiada por Ellis Waterhouse, y es la siguiente:

#### Procedencia
- Colección Pereire, París (venta el 30 de enero de 1868, n º. 33);
- Étienne Arago, París (venta el 8 de febrero de 1872, n º. 34) daba las medidas de 62 x 50 cm;
- Amonymouos Feral, París (venta el 26 de enero de 1878, n º. 15) daba las medidas de 62 x 50 cm;
- Thomas Harrys, Londres;
- Seligman Rey, New York;[10]

### Versión de Getafe ¿antiguamente?

#### Datos técnicos y registrales
- Harold E. Wethey cita esta versión en la localidad de Getafe;
- Pintura al óleo sobre lienzo;
- Dimensiones: 67 x 50 cm;
- Datación: ca. 1585;
- Firmado con letras griegas en cursiva en la Cruz, debajo la mano: δομήνικος θεοτοκóπουλη (sic) ε'ποíει.[11]
- Catálogo Wethey: n.º. 60. Tiziana Frati le da la referencia 80-c.

#### Comentario sobre la obra
Es imposible juzgar su calidad original, puesto que está deteriorado por el fuego.    

#### Procedencia
- Procede de una colección de Jaén;
- Colección Julián Mengs (Getafe)[12]

## Copias

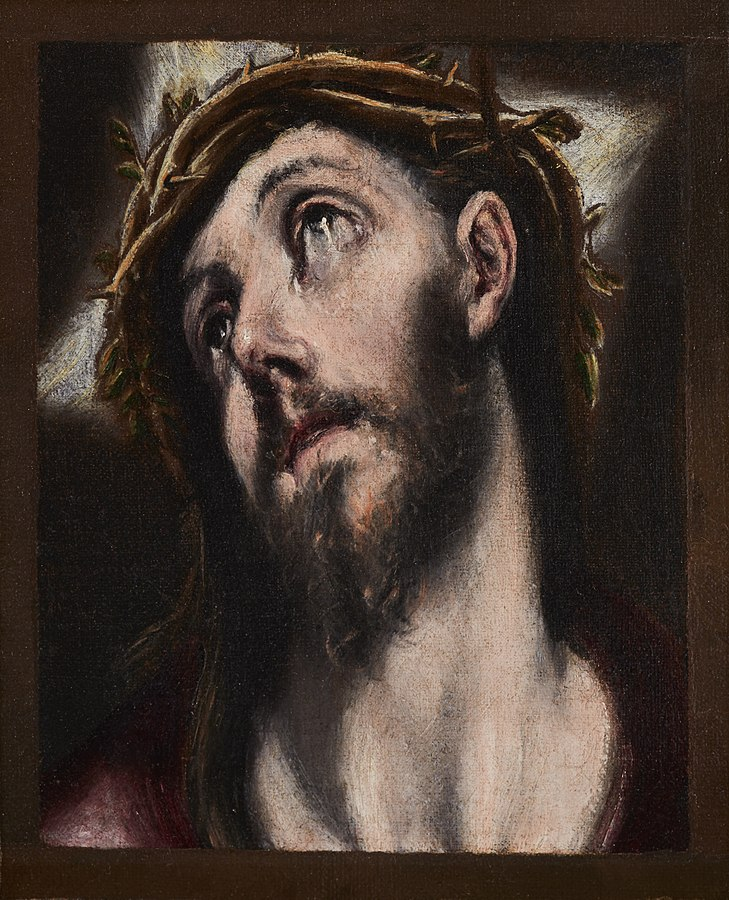
Versión del Museo de Arte de Indianápolis

Existen varias copias de taller. Una de ellas es la siguiente:

### Datos técnicos y registrales
- Museo de Arte de Indianápolis accession number: 2008-275;[13]
- Pintura al óleo sobre tabla, según Wethey (pintura al óleo sobre lienzo, según el museo);
- Dimensiones: 23 x 18 cm;
- Datación: principios del siglo XVII, según Wethey (ca. 1610, según el Museo);
- Catálogo Wethey: n.º. X-45. Tiziana Frati le da la referencia 80-d.[14]

### Comentario sobre la obra
Wethey no cree que esta obra sea un fragmento, sino una copia de taller, de solo la cabeza de la pintura de la colección Cintas. Por sus dimensiones, podría ser la obra mencionada por Cossío en 1908, en Alcoy.En el segundo inventario de bienes, realizado por Jorge Manuel Theotocópuli, figura "Una cabeza de christo con la cruz, de dos terzias en quadrado", Aunque las medidas no coinciden con las de la presente tabla, ello prueba que este modelo existía en el taller del pintor.